# JW Marriott Marquis Dubai
Khách sạn JW Marriott Marquis Dubai là khách sạn cao thứ hai thế giới, một tòa nhà chọc trời cao 72 tầng, cao 355 m ở Dubai, Các Tiểu vương quốc Ả Rập Thống nhất. Khu phức hợp 1,8 tỷ AED có 1.608 phòng do Marriott International điều hành.

## Lịch sử
Dự án này thuộc sở hữu của Tập đoàn Emirates, ban đầu được hình thành dưới dạng một tòa tháp đơn, cao 350 m, dự định hoàn thành vào năm 2008 và được xây dựng dọc theo đường Sheikh Zayed. Tuy nhiên, thiết kế và vị trí của nó đã phải thay đổi do việc xây dựng một phần mở rộng của con lạch thuộc siêu dự án Vịnh Business. Thiết kế tháp đôi mới được ra mắt tại Hội chợ du lịch Ả Rập ở Dubai năm 2006 với tháp cao 395 m. Tuy nhiên, hình dạng của các tòa tháp đã được sửa đổi và chiều cao giảm xuống còn 355 m trong thiết kế lại sau này. Khung cấu trúc bê tông của cả hai tòa tháp đứng đầu vào tháng 4 năm 2010. Đến tháng 4 năm 2011, các ngọn tháp trên cả hai tòa tháp đã được thêm vào và cấu trúc bên ngoài của cả hai tòa tháp gần như đã hoàn thành. Các tòa nhà đã được hoàn thành vào năm 2012, vượt qua Rose Rayhaan by Rotana là khách sạn cao nhất thế giới.
Với tòa tháp đầu tiên được mở, khách sạn bao gồm 14 cửa hàng thực phẩm và đồ uống, quán bar trên tầng thượng, trung tâm thương mại, phòng hội nghị và phòng họp, phòng tiệc rộng rãi, câu lạc bộ sức khỏe và spa rộng 3.700 m2, cũng như các cửa hàng bán lẻ, hồ bơi và phòng tập thể dục.
Tòa tháp đôi 2B+G+82 tầng được hoàn thành vào tháng 11 năm 2012.
Khách sạn có 1364 phòng khách tiêu chuẩn, 240 dãy phòng, 4 "phòng tổng thống", phòng tiệc, khán phòng, 18 cửa hàng, 19 nhà hàng và spa.
Các hình thức được lấy cảm hứng từ cây chà là. Các tòa tháp được đặt đối xứng trên bệ tháp cao 7 tầng để có thể ngắm nhìn Burj Khalifa, Vịnh Business và biển. Bệ tháp chứa tất cả các khu vực công cộng, nhà hàng, phòng tiệc và các phần khác của tòa nhà. Sảnh vào cao 4 tầng và nhìn ra Vịnh Business. Phòng tiệc 1000 người có lối vào độc lập. Sân thượng có một trong những spa lớn nhất ở Dubai và được tạo cảnh quan với những khu vườn và hồ bơi.
Kiến trúc sư Ashok Korgaonkar, người sáng lập và kiến trúc sư chính của Tập đoàn tư vấn Arch đã thiết kế JW Marriott Marquis.

## Hình ảnh

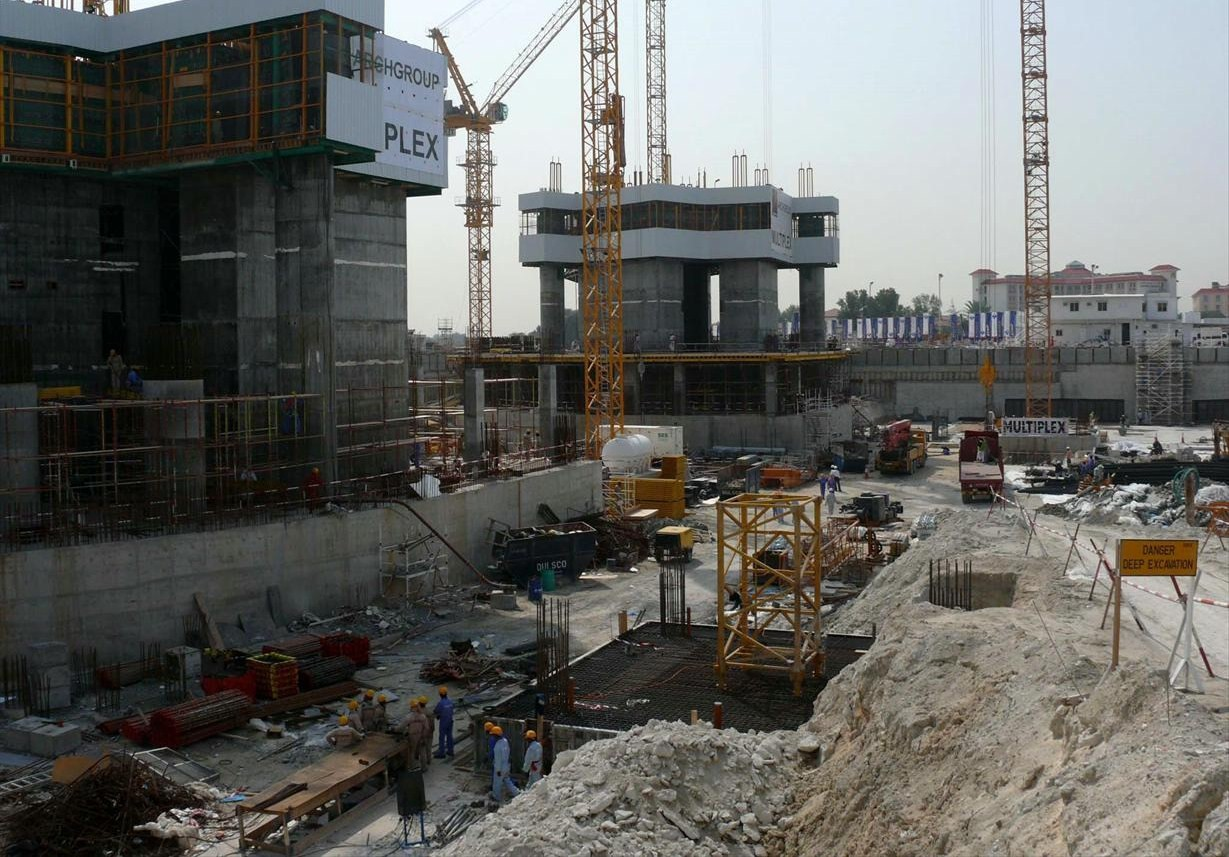
Tháp Emirates Park đang được xây dựng vào ngày 31 tháng 1 năm 2008
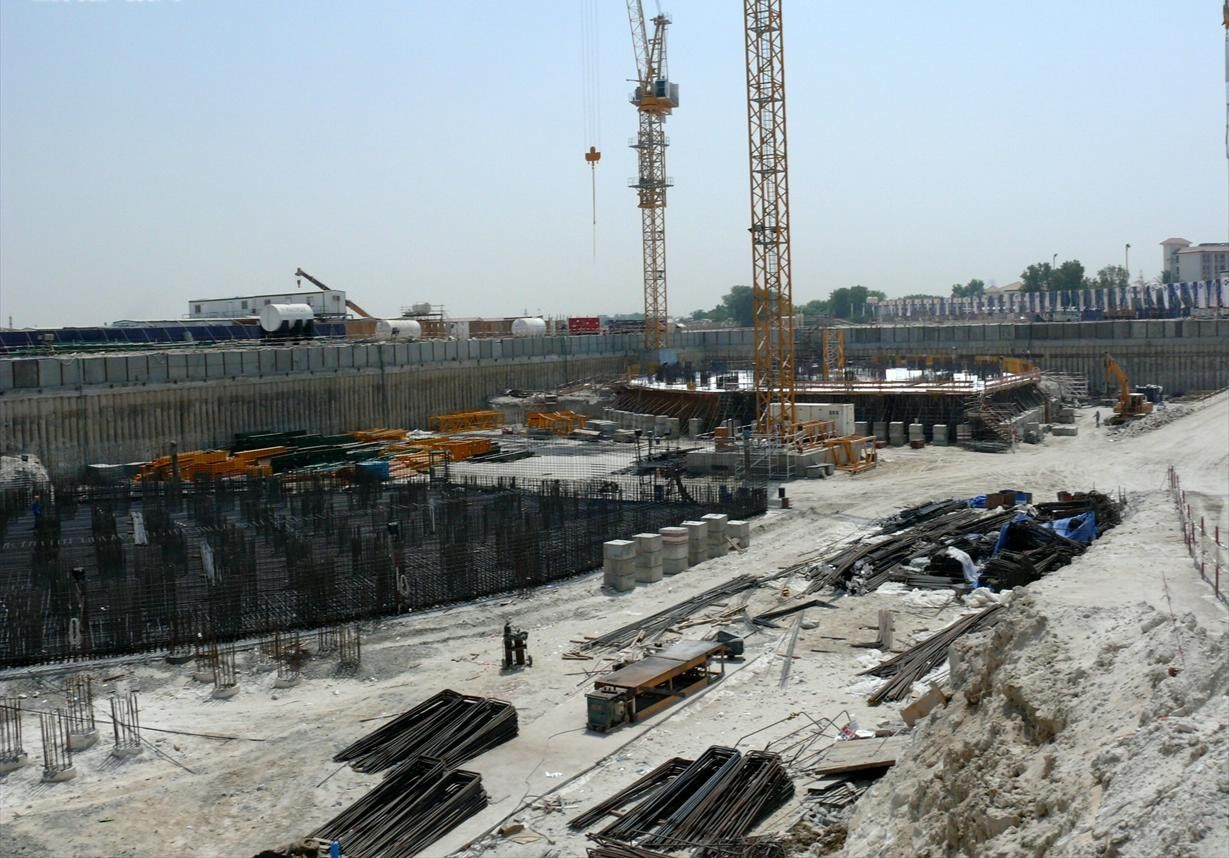
20 tháng 9 năm 2007
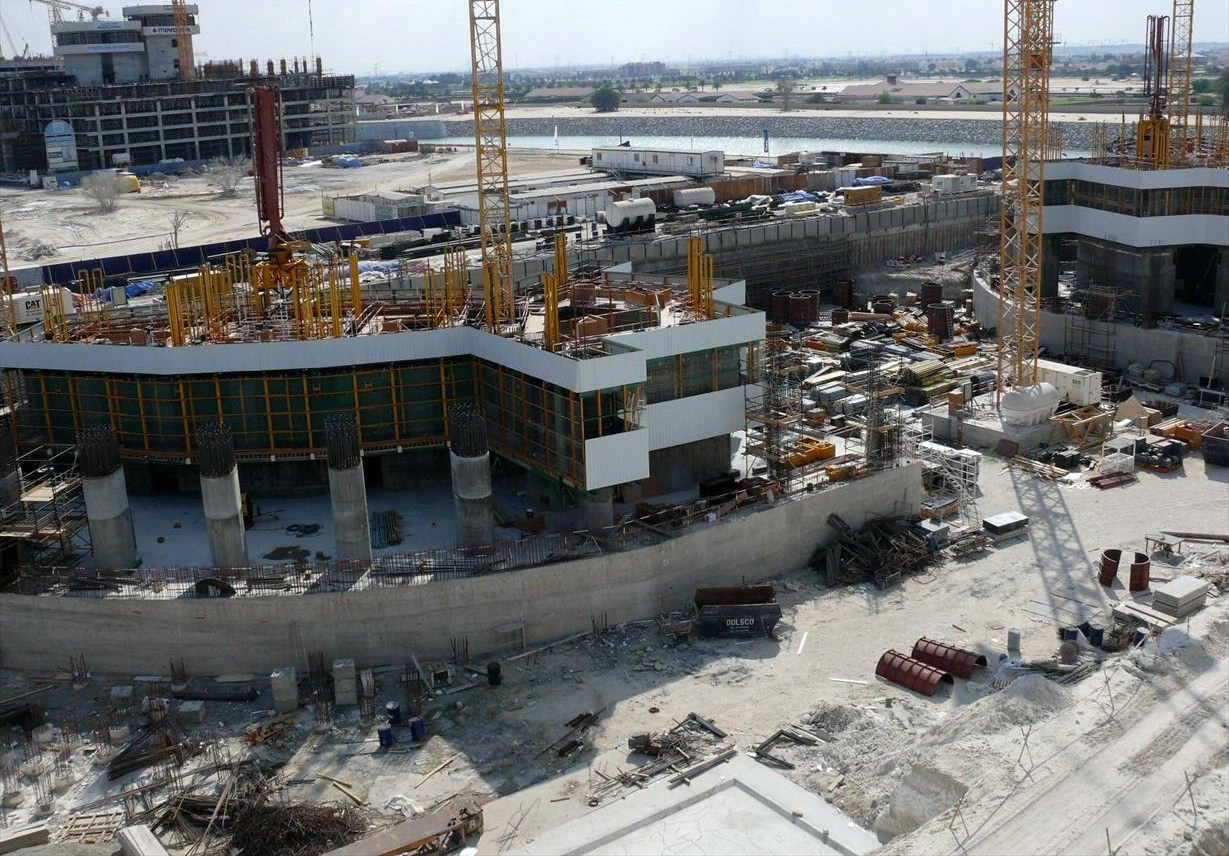
28 tháng 12 năm 2007